# Игор Шалимов
Игор Шалимов е руски футболист и треньор.

## Кариера като играч
Роден в на 2 февруари 1969 в Москва. Започва да тренира в школата на москвоския Локомотив, но на 11-годишна възраст се премества в Спартак Москва. В състава на „червено-белите“ играе до края на последния шампионат на СССР през 1991, след което преминава в Италия. Играе в миланския гранд Интер за два сезона и успява да вземе сребърните медали в калчото (1993). Освен в Интер се състезава във Фоджа, Болоня, Удинезе и Наполи.
Като играч на националния отбор участва на едно Световно първенство (1990) и две Европейски (1992) и (1996).

## Треньорска кариера
След завършването на състезателната си кариера взима лиценз за треньор в Италия. Започва треньорската си кариера през юни 2001 във ФК Краснознаменск. През 2003 води в елитната Руска Премиер Лига отбора на Уралан Елиста, с който в края на сезона изпада в по-долна дивизия. От 20 май 2008 е треньор на Женския национален отбор на Русия